# Црквино
Црквино (мкд. Црквино) је насеље у Северној Македонији, у средишњем делу државе. Црквино је насеље у оквиру општине Велес.

## Географија
Црквино је смештено у средишњем делу Северне Македоније. Од најближег града, Велеса, село је удаљено 10 km јужно.
Село Црквино се налази у историјској области Повардарје. Северно од села пружа се Велешка котлина, док се јужно издиже планина Клепа. Поред села протиче речица Бабуна, која се пар километара источније улива Вардар. Надморска висина села је приближно 350 метара.
Површина сеоског атара простире се на површини од 19,6 km².
Месна клима је континентална.

## Историја
Јохан фон Хан је на етничкој карти Вардарске долине израђеној 1861. године приказао Црквино (тадашњи назив Церковина) као словенско село.
Према подацима Васила Кнчова из 1900. године Црквино је било мешовито село са 350 становника хришћанске вероисповести и 60 Турака.
На почетку 20. века село је било део Бугарске егзархије. Према Димитру Мишеву, секретару егзархије, 1905. године у селу је живело 128 православних Словена.
После Првог балканског рата 1913. године село је припало Србији.

## Становништво
Црквино је према последњем попису из 2002. године имао 363 становника.
Већинско становништво у насељу су Бошњаци (93%), а остало су махом Албанци.
| Националност | Укупно       |
| Бошњаци      | 336 (92,56%) |
| Албанци      | 25 (6,89%)   |
| Македонци    | 2 (0,55%)    |

Претежна вероисповест месног становништва је ислам.